# 倪松茂
倪松茂（1910年—1995年），男，福建福州人，中华人民共和国化工专家、政治人物，曾任福建省政协副主席，第五、六、七届全国政协委员。